# 鉄道工学
鉄道工学（てつどうこうがく、英語：railway systems engineering）は、鉄道施設の建設、鉄道車両の技術開発、社会的な役割を果たすための運用方法、システムの総合的な維持管理を扱う工学である。
この他、人やものの運搬にかかる運用方法、運営体制、通信制御、軌道、車両等が円滑に連携して機能するシステムの総合的、計画的時管理を扱う。

## システムとしての鉄道
鉄道は、運用する人間の体制・通信制御設備・軌道・車両・電力設備などが、一体のものとして整備・維持されなければ、一番水準の低いものの性能しか発揮できないシステムである。そのため、その運営機構の管理・技術・運営の水準が信頼性の差となる。
特に近年では、鉄道のありとあらゆる分野において、より高度なサービスの提供、より安全で安心できる鉄道、経営効率の改善を目的として、情報通信技術（ICT）が不可欠の存在となっている。

### 関連分野
- 土木工学
- 交通工学
- 機械工学
- 金属工学
- 人間工学
- 安全工学
- 信頼性工学
- 環境工学
- 空気力学
- 電気工学
- 電子工学
- 通信工学
- 都市工学

### 運用する人間の体制
各職務に適した人間を訓練してから職務につけなければならない。
- 指令員
- 乗務員
  - 機関士/運転士
  - 車掌
- 駅職員
- 保線職員
- 電車線（架線）職員
- 信号・電力（電気）職員
- 鉄道工場職員
- 車両検査職員
- 車両基地職員

### 鉄道通信制御設備
- 故障時も安全側に動作するように設計する。
- 故障・異常時の操作を定めておく。
- 正常な動作をするように整備しておく。

### 軌道
- 列車運行を安全に行なえるよう管理、修繕を行なう。
- 一度建設すると簡単には作り直せないので、将来の社会情勢などを考慮した設計を行う。
- ライフサイクルコストが安価となる維持・管理を行う。

### 旅客駅施設
- 乗客の安全を第一に考えた設計とする。
- 周辺の環境と調和した施設とする。

### 旅客車両
- 乗務員が操作間違いをしないように人間工学的配慮を行う。
- 乗客が安全・快適にすごせる空間とする。
- 維持管理のしやすい設計とする。

### 貨物車両
- 車体を軽量化し、貨物の積載量と編成としての輸送力を増やす。
- 軽量化と生産性（価格）、強度、剛性のバランス。
- 走行性、制動能力の向上による高速化。
- 荷役時間の短縮。
- メンテナンスフリー化。

### 鉄道電力設備
- 車両の走行だけではなく、通信制御施設・駅施設にも必要不可欠のものであるので、特に信頼性の高いものとする。
- 車両・通信制御設備・駅施設の特に重要な部分には、非常用電源設備を準備し維持管理を行っておく。
- 一般の電力設備と違った点に配慮して設計しておく。

### 情報通信技術
- 信頼性・可用性・保守性・安全性が高く、調和の取れたシステムを構築する。
- 特に鉄道は、他の業界には見られない、独自の要素が多数存在するため、鉄道と情報技術の両分野に長けたエンジニアが必要である。
- 信頼性の高いシステムを構築・運用する（多重化構成、メンテナンス体制、システムエンジニアリング）。
- 安全性・サービス品質を向上させつつ、コストダウンを実現する。
- 社員へのICT教育を充実させる。
- 近年ではIoTやデータエンジニアリングの活用による遠隔保守や自動診断の実現、AIの活用によるサービス向上や自動化など、デジタルトランスフォーメーション（DX）への対応も必要になっている。

## 鉄道システムを構成するために必要な技術
- 軌道 :土木工学・金属工学
- 通信制御設備 :通信工学・制御工学・電子工学・無線工学
- 旅客駅施設 :土木工学・建築学
- 車両 :機械工学・電力工学・パワーエレクトロニクス・電子工学・制御工学
- 電力設備 :電力工学・電子工学・制御工学
- 施設管理 :信頼性工学
- 全般的な領域に渡って関わる技術：システム工学・情報通信技術